# 新選組 (電影)
《新選組》（しんせんぐみ），是1969年12月5日公開（1970年1月1日起全日本公映）的時代劇，與三船製片公司共同製作，紀念三船敏郎演出第100部作品。

## 劇情簡介
文久三年，因為「尊王攘夷」的政策呼聲高漲，壬生浪士隊集結起來在京都成立「新選組」，局長為芹澤鴨，加上近藤勇、新見錦。副長為土方歲三、山南敬助，助理勸務為沖田總司等人。其組成份子個個都是劍道的高手。新選組雖被賦予維護京都治安的任務表現亮眼，然而其背後芹澤派不斷發生讓新選組名聲狼藉的事情。近藤對此下了處置，新見切腹，而芹澤也遭到近藤派的人暗殺。
究竟在近藤勇完全控制下的新選組，在面對嚴酷的法令之下，新選組全隊士是否能凝聚一心，歃血為盟呢？

## 演員
- 近藤勇 : 三船敏郎
- 土方歲三 : 小林桂樹
- 沖田總司 : 北大路欣也
- 芹澤鴨 : 三國連太郎
- 伊東甲子太郎 : 田村高廣
- 河合喜三郎 : 中村賀津雄
- 山南敬助 : 中村梅之助
- 新見錦 : 内田良平
- 松井つね : 司葉子
- 阿雪 : 池内淳子
- 阿孝 : 星由里子
- 阿梅 : 野川由美子
- 香織 : 北川美佳
- 山崎烝 : 右下恭彥
- 清河八郎 : 御木本伸介
- 谷守部 : 中谷一郎
- 永倉新八 : 田中浩
- 藤堂平助 : 尾形伸之介
- 勝安房 : 中村翫右衛門
- 有馬藤太 : 中村錦之助

## 製作人員
- 監製：三船敏郎、西川善男、稻垣浩
- 導演：澤島忠
- 編劇：松浦健郎
- 美術：植田寬
- 音樂：佐藤勝
- 攝影：山田一夫
- 錄音 : 市川正道
- 整音 : 下永尚
- 照明 : 佐藤幸郎
- 剪輯 : 阿良木佳弘
- 製作擔當者 : 山崎英一
- 方言指導 : 安藤孝子
- 劍技指導 : 高野弘正
- 殺陣：久世龍